# Jean-Jacques Burnel
Jean-Jacques Burnel także J.J. Burnel (ur. 21 lutego 1952 w Londynie) – brytyjski basista, wokalista, kompozytor i współzałożyciel (wraz z Dave'em Greenfieldem, Jetem Blackiem i Hugh Cornwellem) zespołu punkowo-nowofalowego The Stranglers. Ma też na swoim koncie kilka płyt solowych (np. Euroman Cometh). Jego rodzice są Francuzami.
Wielokrotnie koncertował z The Stranglers w Polsce. W 1985 roku w warszawskim klubie Riviera-Remont wykonał kilka piosenek z muzykami zespołu Republika (wystąpili oni bez Grzegorza Ciechowskiego, pod nazwą Out Of Control). Jest kolekcjonerem motocykli marki Triumph Motorcycles Ltd. Posiada też 6 dan w karate.

## Dyskografia
Albumy solowe
- Euroman Cometh (1979)
- Fire & Water (1983), razem z Dave'em Greenfieldem
- Un Jour Parfait (1988)

Single
- „Freddie Laker (Concorde & Eurobus)” (1979)
- „Girl From the Snow Country” (1981)
- „Rain & Dole & Tea” (1983)
- „They'll Never Know” (1987), razem z Simonem Gallupem z The Cure jako Fools Dance
- „Le Whiskey” (1988), singiel promocyjny